# Chaetocnema lopatini
Chaetocnema lopatini là một loài bọ cánh cứng trong họ Chrysomelidae. Loài này được Biondi & D'Alessandro miêu tả khoa học năm 2005.